# Aturus acadiensis
Aturus acadiensis är en kvalsterart som beskrevs av Herbert Habeeb 1953. Aturus acadiensis ingår i släktet Aturus och familjen Aturidae. Inga underarter finns listade.